# Jean Gaudin (Jesuit)
Jean Gaudin  (* 1617 in Poitiers; † 19. Juni 1681 in Tulle) war ein französischer Jesuit, Altphilologe, Romanist und Lexikograf.

## Leben und Werk
Gaudin trat 1633 in den Jesuitenorden ein und wurde Präfekt und Lateinlehrer am Jesuitenkolleg in Limoges (heute Lycée Gay-Lussac). Er publizierte ab 1664 mehrere französisch-lateinische und lateinisch-französische Wörterbücher (teilweise auch mit Griechisch), die bis 1732 gedruckt wurden und die bis zum Erscheinen der ersten einsprachigen französischen Wörterbücher (1680, 1690, 1694) auch als solche dienten. 

## Werke
- Nouveau dictionnaire françois et latin, Limoges 1664, 1672
  - Dictionnaire nouveau, ou l’Abbrégé du Trésor des deux langues françoise et latine, Tulle 1677, Paris 1712
- Trésor des trois langues françoise, latine et grèque divisé en deux parties : la première contient le françois et le latin, la seconde comprend le françois, le latin et le grec, Tulle 1677, Limoges 1698, Paris 1718
- Novus apparatus graeco-latinus, ex Isocrate, Demosthene aliisque praecipuis autoribus graecis concinnatus, Paris 1665, 1681, 1728
- Novum dictionarium, sive Thesaurus vocum et locutionum latinarum quibus gallicae et graecae pariter respondent, Limoges 1666, 1676
  - Thesaurus trium linguarum : latinae, gallicae, graecae, Tulle 1680, Limoges 1706, 1727